# Trấn (Đài Loan)
Trấn là một đơn vị hành chính ở cấp cơ sở của Trung Hoa Dân Quốc, áp dụng trên đảo Đài Loan. Trấn cùng huyện hạt thị và hương là các đơn vị hành chính cùng cấp. Ngày 25 tháng 1 năm 1999, chính phủ Trung Hoa Dân Quốc đã công bố luật về chế độ địa phương, trong đó quy định tại địa phương thì Trung Hoa Dân Quốc chia ra thành tỉnh và thành phố trực thuộc trung ương. Mỗi tỉnh chia ra thành huyện và thị. Huyện lại chia ra thành hương, trấn, huyện hạt thị. Trấn dịch sang tiếng Anh tương đương với township.
Hiện tại Đài Loan có 41 trấn với trấn lớn nhất về dân số là trấn Viên Lâm trong huyện Chương Hóa, có dân số 125.203 người.
| Huyện    | Bình Đông                      | Chương Hóa                                                 | Đài Đông            | Đào Viên | Gia Nghĩa      | Hoa Liên           | Miêu Lật                                               | Nam Đầu                          | Nghi Lan                | Tân Trúc                   | Vân Lâm                                | Kim Môn                 | Tổng |
| -------- | ------------------------------ | ---------------------------------------------------------- | ------------------- | -------- | -------------- | ------------------ | ------------------------------------------------------ | -------------------------------- | ----------------------- | -------------------------- | -------------------------------------- | ----------------------- | ---- |
| Tên Trấn | Đông Cảng Hằng Xuân Triều Châu | Bắc Đấu Điền Trung Hòa Mỹ Khê Hồ Lộc Cảng Nhị Lâm Viên Lâm | Quan Sơn Thành Công | Đại Khê  | Bố Đại Đại Lâm | Ngọc Lý Phượng Lâm | Đầu Phần Hậu Long Thông Tiêu Trác Lan Trúc Nam Uyển Lý | Phố Lý Tập Tập Thảo Đồn Trúc Sơn | Đầu Thành La Đông Tô Áo | Quan Tây Tân Phố Trúc Đông | Bắc Cảng Đấu Nam Hổ Vĩ Tây Loa Thổ Khố | Kim Hồ Kim Sa Kim Thành | Tổng |
| Số Trấn  | 3                              | 7                                                          | 2                   | 1        | 2              | 2                  | 6                                                      | 4                                | 3                       | 3                          | 5                                      | 3                       | 41   |